# Souto (Nespereira)
Souto é uma pequena localidade portuguesa da freguesia de Nespereira, do Município de Cinfães e do Distrito de Viseu.
Foi vila e sede do concelho de Sanfins.

## Cronologia
- 1513, 20 Novembro - recebeu foral manuelino[1]
- 1514, 15 Abril - concessão de foral por D. Manuel I[2]
- 1855 - extinção do concelho e integração no de Cinfães[1][2]